# Rouge comme le ciel
Pour plus de détails, voir Fiche technique et Distribution.
Rouge comme le ciel (Rosso come il cielo) est un film italien réalisé par Cristiano Bortone et sorti en 2006.

## Synopsis
Le film s'inspire de la vie de Mirco Mencacci, un ingénieur du son italien aveugle qui réussit à surmonter son handicap et à réaliser ses rêves. L’histoire se passe en 1971 en Italie à Pontedena, une ville en Toscane. A 10 ans, Mirco Balleri remarque un fusil situé au-dessus de la cheminée. Pour s'en saisir, il monte sur un tabouret qu’il a posé sur une chaise : il perd l’équilibre, tombe par terre et lâche l’arme qui se déclenche et le blesse. À partir de ce jour, Mirco ne voit plus que des taches de lumière, en d’autres termes il est devenu malvoyant. Dans les années 70, les non-voyants ne pouvaient pas accéder à l’école ordinaire. C’est pourquoi, cet accident bouleverse la vie de Mirco car il ne peut aller à l’école avec ses camarades. Il est placé en institut spécialisé catholique dirigé par le directeur Cassoni, lui aussi non-voyant. Les personnes qui s’occupent de l’internat et de l’infirmerie sont des sœurs quant au professeur présent, il s’agit d’un prêtre. Dans cet institut à Gênes, les enfants apprennent les métiers de standardistes et de tisseurs de chaises. Lors de son arrivée, le petit garçon a décidé de ne pas apprendre le braille. Après s’être bagarré avec Valerio, forte tête de l’école. Puni dans la salle des professeurs, il découvre la présence d’un magnétophone qu’il utilise pour réaliser son devoir de sciences. Lors de la remise du travail, l’abbé Giulio le félicite, mais le directeur ne le soutient pas car il a utilisé le magnétophone sans permission. Un soir, Mirco se rend compte qu’il est devenu complètement aveugle.

## Fiche technique
- Titre original : Rosso come il cielo
- Réalisateur : Cristiano Bortone
- Scénario : Cristiano Bortone, Paolo Sassanelli, Monica Zapelli
- Production : Orisa Produzioni
- producteur : Daniele Mazzocca
- Producteur délégué : Ivan Fiorini
- Musique : Ezio Bosso
- Photographie : Vladan Radovic
- Montage : Carla Simoncelli
- Distribution : Les films du préau
- Pays d'origine : Italie
- Langue : italien
- Image : Couleurs
- Durée : 90 minutes
- Format : 1.85

## Distribution
- Francesco Campobasso : Davide
- Luca Capriotti : Mirco. Mirco est âgé de 10 ans. C’est un élève modèle, il est l’élément moteur dans son groupe d’amis. Arrivé à l’internat il deviendra également un meneur pour une majorité de ses camarades. Durant le film malgré toutes les difficultés qu’il a traversées celui-ci reste un garçon indépendant et libre, doté d’un fort caractère. Son inconscience de la peur a failli le tuer mais l'a gravement blessé.  Son fort caractère va également le pousser à s’isoler du groupe et à entrer en conflit avec le directeur. Malgré son handicap il arrive à maitriser le magnétophone au lieu d’apprendre le braille. Il est également inventif et bricoleur ce qui l’aidera à produire un travail en science originale. Il sort grandi de son expérience en institut.
- Marco Cocci : Ettore. C’est un ancien élève de l’institut. Il est standardiste à la fonderie et suit des cours du soir à l’université. Il va soutenir Mirco. Ettore est un manifestant populaire de gauche qui milite.
- Simone Colombari : le père. Tout au long du film le père est très investi dans l’éducation de son fils. Ces deux personnages sont très proches. C’est pourquoi, il lui apprend le bricolage, l’emmène au cinéma et taquine son fils. Au premier abord celui-ci inspire un côté chaleureux, souriant, attentif et rassurant. Il est le premier à découvrir son fils allongé sur le sol et le seul à l’accompagner chez le médecin.
- Alessandro Fiori : Mario
- Rosanna Gentili : Teresa
- Simone Gullì : Felice. C’est le premier à parler à Mirco et à lier une amitié avec lui. Il lui explique la vie de l’internat. Felice passe son temps à rêver tout au long du film
- Andrea Gussoni : Valerio
- Michele Iorio : Giacomo
- Patrizia La Fonte : la sœur Santa
- Francesca Maturanza : Francesca. C’est la fille du concierge. Sa mère lui interdit de communiquer avec les garçons aveugles de peur de se faire renvoyer par le directeur. Toutefois, elle désobéit et se lie d’amitié avec Mirco ; elle l’aide à s’échapper de l’institut et l’emmène au cinéma.
- Norman Mozzato : le directeur d'école. Celui-ci est lui-même non-voyant, incarnant un personnage autoritaire. Le directeur n’a jamais accepté son handicap et refuse qu’un élève affirme sa différence, ici Mirco. Il refuse qu’il continue l’école primaire mais veut qu'il apprenne le métier de standardiste ou de tisseurs.
- Paolo Sassanelli : Don Giulio. Il joue le rôle du professeur dans l’institut Cassani. Il a un enseignement spécialisé pour les personnes en situation de handicap visuel. Plus particulièrement, les matières sont menées par des oraux ou une lecture du braille et le toucher. Par exemple, lors d’un cours de géographie, il leur fait écouter un enregistrement, puis leur fait découvrir par le toucher des branches de sapins, de châtaignes… À partir de cela, l’abbé demande un travail à réaliser sur les changements de saison. Ce professeur est un bon pédagogue car il encourage Mirco dans ses travaux même s'il ne respecte pas les règles.

## Récompenses
- Meilleur film de fiction au Festival international du film de São Paulo
- Prix du public au Festival pour la jeunesse de Flandres
- Grand prix au Festival du film pour la jeunesse de Montréal

## Autour du film
Le film remporte de multiples prix à travers le monde. Il est édité en DVD par Arte éditions et Les Films du Préau en 2013 dans la collection En famille, le mixage du doublage français est réalisé par Bruno Seznec.